# NATO EF 2000 and Tornado Development, Production & Logistics Management Agency

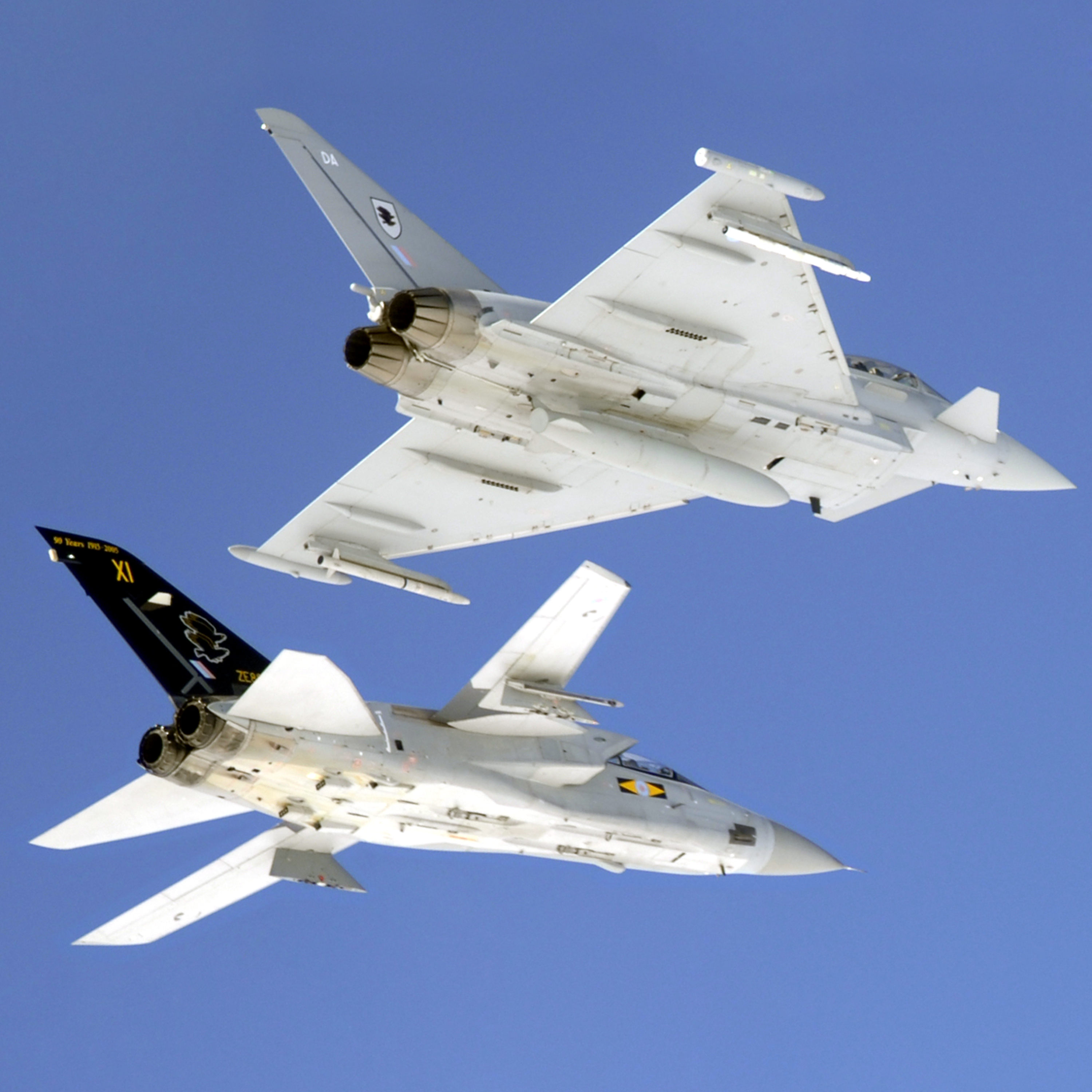
Ein Tornado (l.) und Eurofighter (r.) im Flug

Die NETMA ist eine seit 1995 bestehende Managementagentur der NATO. Sie ist auf Seiten der Kunden und Betreiber für die Betreuung der Entwicklung, Produktion und Beschaffung sowie für die technisch-logistische Unterstützung während des Betriebs der Waffensysteme Eurofighter und Tornado zuständig. In ihr sind die Nutzerländer Deutschland, Großbritannien, Italien und Spanien vertreten. Anfang 2013 wurde bekannt, dass Saudi-Arabien seit 2012 ebenfalls einen Sitz im Gremium hat.

## Geschichte
Die NETMA ist die Nachfolgerin der 1969 für den MRCA Tornado gegründeten NAMMA (NATO Multi-Role Combat Aircraft Development and Production Management Agency; ab 1987: NATO Multi-Role Combat Aircraft Development, Production and In-Service Support Management Agency) und dem ausführenden Organ der 1987 gegründeten NEFMO (NATO European Fighter Aircraft Development, Production and Logistics Management Organization), der NEFMA mit Sitz in Unterhaching. Diese Organisationen waren jeweils für die Entwicklung, Beschaffung und den Betrieb der Waffensysteme Tornado und Eurofighter zuständig.

## Vertreter der Rüstungs-Konsortien

### Panavia Aircraft GmbH
Die Panavia Aircraft GmbH in Hallbergmoos übernimmt die „Systemführung“ für den MRCA Tornado.

### Eurofighter Jagdflugzeug GmbH
Das Gegenstück auf Seiten der Industrie für den Eurofighter Typhoon ist die Eurofighter Jagdflugzeug GmbH mit Sitz in Hallbergmoos. Sie wird aus den Unternehmen Airbus Defence and Space, Alenia Aeronautica und BAE Systems gebildet.

### EUROJET Turbo GmbH
Für die Triebwerksentwicklung des Eurojet EJ200 haben sich die Unternehmen MTU Aero Engines, Rolls-Royce, Avio Aero und Industria de Turbo Propulsores zur EUROJET Turbo GmbH zusammengeschlossen, die ihren Sitz ebenfalls in Hallbergmoos hat.

## Aufträge
Am 19. November 2014 wurde durch die NETMA der Eurofighter Jagdflugzeug GmbH als Vertreter des Rüstungskonsortiums ein Entwicklungsauftrag für das EuroRADAR CAPTOR-E erteilt.